# Eparquía de Yúriev
La eparquía de Yúriev o de Yúriev y toda Porosye (en ucraniano: Юр'ївської єпархії y en ruso: Юрьевская и всего Поросья епархии) fue una circunscripción eclesiástica de la Iglesia ortodoxa de Constantinopla en la Rus de Kiev. Se trataba de una eparquía bizantina, sufragánea del metropolitanato de Kiev y toda la Rus. Fue suprimida circa 1240.

## Territorio y organización

Principados de la Rus de Kiev

La eparquía extendía su jurisdicción sobre los fieles de rito bizantino residentes en parte de la Rus de Kiev, en la región de Porosye.
La sede de la eparquía se encontraba en la ciudad de Bila Tserkva (entonces llamada Yúriev), en donde se hallaba la Catedral de San Jorge.

## Historia
Tras derrotar a los pechenegos, en 1032 el gran duque Yaroslav I el Sabio fundó la ciudad de Yúriev a orillas del río Ros, que se convirtió en la sede de la nueva diócesis de Yúriev. En Yúriev se construyó la Catedral de San Jorge. Se desconoce la fecha exacta de la fundación de la diócesis; en los catálogos diocesanos bizantinos de mediados del siglo XI ya figuraba «San Jorge del Ros». La eparquía fue mencionada por primera vez en 1072-1073.
A finales del siglo XII Yúriev dejó de ser un puesto avanzado en la lucha contra los cumanos, y la sede episcopal también cambió: de 1150 a 1154 estuvo en Kániv, de 1197 a 1198, en Bélgorod Kíevski; pero en el siglo XIII la sede regresó a Yúriev. La invasión mongol-tártara del siglo XIII se asocia con la supresión de la diócesis en 1240 y el declive de la vida eclesiástica en la región de Porosye.
La vida eclesiástica se revitalizó parcialmente cuando estas tierras pasaron a formar parte del Gran Ducado de Lituania. Yúriev fue reconstruida en el mismo lugar, pero recibió un nuevo nombre —Bila Tserkva—, dado por el pueblo a partir de las ruinas de piedra blanca de la iglesia de Yúriev, destruida por los tártaros.
Al principio, los príncipes lituanos favorecieron a los ortodoxos, pero sus sucesores aceptaron el catolicismo, establecieron una estrecha alianza con Polonia y comenzaron a oprimir a los ortodoxos, promoviendo la difusión de la predicación católica entre ellos. Tras el surgimiento de una nueva forma de propaganda, el uniatismo, la presión sobre los ortodoxos aumentó. En 1596 los obispos Kirill (Terletsky) de Lutsk e Ipaty (Potey) de Volodímir-Brest firmaron la Unión de Brest, privando temporalmente a la congregación que permanecía fiel a la ortodoxia de su organización jerárquica y del reconocimiento estatal del que aún gozaba.
El 1 de agosto de 1994 la Iglesia ortodoxa rusa restableció una eparquía con sede en Bila Tserkva, llamada eparquía de Bila Tserkva y Bohuslav.

## Episcopologio
- Michael † (mencionado en 1071-mencionado en 1073)
- Antonio † (mencionado entre 1088 y 1091)
- Marin/Karion † (mencionado entre 1091 y 1095)
- Daniel † (6 de enero de 1113-9 de septiembre de 1121)
- Marcos † (antes de 1134)
- Karion † (mencionado entre 1184 y 1197)
- Adrián o Adriano † (1197, bajo el obispo de la eparquía de Bélgorod Kíevski, llamada Bélgorod y Yúriev)
- Damián † (mencionado entre 1147 y 1155)
- Alexy † (mencionado 1200)